# Trânsito de Mercúrio em Vênus
A passagem de Mercúrio em frente ao Sol, visto da Vênus ocorre quando o planeta Mercúrio passa diretamente entre o Sol e Vênus, obscurecendo uma pequena parte do Sol para um observador em Vênus. Durante um trânsito, Mercúrio pode ser visto a partir de Vênus como um pequeno disco preto se movendo em toda a face do Sol. O período de trânsito pode durar até mais de 8 horas, embora presentemente durações de trânsitos raramente ultrapassem os 7 horas (a última vez que isso aconteceu foi em 1899, a próxima será em 2064).
Os trânsitos de Mercúrio de Vênus ocorrem de forma irregular: às vezes existem vários por década, enquanto que em outras ocasiões existem lacunas mais longas. A sua frequência é menor que a freqüência dos trânsitos de Mercúrio da Terra.
Naturalmente, ninguém jamais viu a passagem de Mercúrio de Vênus.
O período sinódico Mercúrio-Vênus é 144.5662 dias. Ele pode ser calculado usando a fórmula 1 / (1 / P-1 / Q), onde P é o período orbital de Mercúrio (87,968435 dias) e Q é o período orbital de Vénus (224,695434 dias).
A inclinação da órbita de Mercúrio em relação a eclíptica de Vênus é 4,33°, o que é menos do que seu valor de 7.00° em relação à eclíptica da Terra.
O trânsito que ocorreu em 22 de março de 1894 foi particularmente interessante porque no dia 21, quando começou, havia também os trânsitos de Vênus e de Mercúrio visíveis de Saturno. Não houve sobreposição entre as três trânsitos, no entanto.

## Tangenciamento
Algumas vezes Marecúrio apenas tangencia o Sol durante um trânsito. Nesses casos, é possível que em algumas regiões de Vênus possa-se ver um trânsito completo, enquanto em outras haja apenas um trânsito parcial, sem um segundo ou terceiro contato. O último trânsito deste tipo aconteceu em 5 de outubro de 1344. e o próximo será em primeiro de janeiro de 2387.

## Trânsitos passados e futuros
| Os trânsitos de Mercúrio em Vênus | Os trânsitos de Mercúrio em Vênus |
| --------------------------------- | --------------------------------- |
| 11 de junho de 1971               |                                   |
| 25 de dezembro de 1976            |                                   |
| 17 de novembro 2005               |                                   |
| 4 de junho de 2007                |                                   |
| 03 de junho de 2011               |                                   |
| 18 de dezembro de 2012            |                                   |
| 17 de dezembro 2016               |                                   |
| 02 de julho de 2022               |                                   |
| 16 de janeiro de 2028             |                                   |
| 01 de agosto de 2033              |                                   |
| 24 de junho de 2058               |                                   |
| 24 de junho de 2062               |                                   |
| 09 de janeiro de 2064             |                                   |
| 08 de janeiro de 2068             |                                   |
| 25 de julho de 2069               |                                   |
| 23 de julho de 2073               |                                   |
| 06 de fevereiro de 2079           |                                   |
| 22 de agosto de 2084              |                                   |

## References
1. ↑  Walker, John. «Quarter Million Year Canon of Solar System Transits». Consultado em 15 de Janeiro de 2015

- Albert Marth, Note on the Transit of Mercury over the Sun’s Disc, which takes place for Venus on 1894 March 21, and on the Transits of Venus and Mercury, which occur for Saturn’s System on the same day, Monthly Notices of the Royal Astronomical Society, 54 (1894), 172–174.
- Meeus, Jean (1989). Transits. Richmond, VA: Willmann-Bell. ISBN 0-943396-25-5